# قطعنامه ۴۵۱ شورای امنیت
قطعنامه ۴۵۱ شورای امنیت سازمان ملل متحد که در تاریخ ۱۵ ژوئن ۱۹۷۹ تصویب شد، سندی بین‌المللی دربارهٔ قبرس است. این قطعنامه طی نشست ۲٬۱۵۰ام با ۱۴ موافق، ۰ مخالف و ۰ ممتنع تصویب شد.